# 2025 v kosmonautice
Tento seznam uvádí události související s kosmonautikou, které se uskutečnily roku 2025.

## Základní statistika
V roce 2025 dosud do vesmíru v 6 kosmických lodích odletělo celkem 22 lidí, z toho 15 při svém prvním kosmickém letu. Již tři státy – Malta, Norsko a Austrálie – se dočkaly svého vůbec prvního astronauta. Tři z dřívějších astronautů v roce 2025 zemřeli.
Od ledna do července se uskutečnilo:
- 170 startů raket na orbitální dráhy Země (z toho 165 úspěšných a 5 neúspěšných) a přes 50 suborbitálních letů (včetně 3 letů sestavy Starship/Super Heavy),
- 3 přistání automatických sond na Měsíci (z toho 1 úspěšné, 1 částečně úspěšné a 1 neúspěšné),
- 10 přistání kosmických lodí a automatických sond nebo jejich částí na Zemi po řízeném průletu atmosférou (z toho 9 úspěšných a 1 částečně úspěšné).

## Lidé a kosmické agentury
V přehledu jsou shrnuty zásadní události týkající se minulých, současných i budoucích kosmonautů a astronautů a klíčových událostí týkajících se kosmických agentur.
- 1. ledna – Počátkem roku žilo 491 bývalých a současných kosmonautů a astronautů (z celkem 623 osob, které absolvovaly alespoň jeden orbitální kosmický let, již 132 zemřelo). Dalších asi 30 lidí absolvovalo nebo absolvuje základní výcvik a připravují se na své první zařazení do budoucích posádek a první lety.
- 20. ledna – Nový americký prezident Donald Trump v den převzetí své funkce jmenoval zastupující ředitelkou NASA (Acting Administrator) Janet Petro, ředitelku Kennedyho vesmírného střediska.[1][2] Ta agenturu povede do okamžiku, než Senát Kongresu USA schválí Trumpovu nominaci na obsazení funkce řádného administrátora. Do ní prezident počátkem prosince 2024 navrhl podnikatele a soukromého astronauta Jareda Isaacmana.[3]
- 28. února – Zástupci čínské agentury CMSA a Pákistánské komise pro výzkum vesmíru uzavřeli dohodu, podle níž čínská strana vybere a vycvičí pákistánské kosmonauty a vyšle je na misi na čínskou Vesmírnou stanici Tchien-kung. Předpokládá se, že výběr skončí zhruba za rok a první kosmonaut Pákistánu by po dokončení výcviku odletěl na stanici společně s čínskými kosmonauty na krátkodobou misi.[4][5]
- 21. května – Česká vláda schválila návrh ministra dopravy Martina Kupky na financování vesmírné mise českého rezervního astronauta Evropské kosmické agentury (ESA) Aleše Svobody na Mezinárodní vesmírnou stanici (ISS). Náklady ve výši asi 2 miliard korun rozloží do tří let a uhradí je prostřednictvím ESA. Svobodova mise by se měla uskutečnit na přelomu let 2027 a 2028[6] a vláda již pro ni nedávno vybrala 14 výzkumných experimentů.[7]
- 31. května – Americký prezident Donald Trump stáhnul svou nominaci podnikatele a privátního astronauta Jareda Isaacmana do funkce ředitele NASA. Stalo se tak jen pár dní před senátním hlasováním, které mělo nominaci potvrdit. Bílý dům změnu postoje vysvětlil potřebou, aby příští vedoucí pracovník NASA byl v naprostém souladu s prezidentovým programem America First.[8]
- 4. června – Po krátké nemoci zemřel ve věku 76 let první kanadský astronaut Marc Garneau. Při svých 3 misích v amerických raketoplánech Space Shuttle v letech 1984, 1996 a 2000 strávil ve vesmíru 29 dní a 2 hodiny. Později byl ředitelem Kanadské kosmické agentury (CSA), poslancem tamní dolní sněmovny, ministrem dopravy a ministrem zahraničních věcí.[9][10]
- 3. srpna – Talgat Musbajev, ruský kosmonaut kazašského původu, zemřel ve věku 74 let. V roce 1994 se stal prvním Kazachem ve vesmíru, byť pod ruskou vlajkou, a další dva lety absolvoval v letech 1998 a 2001, přitom dvakrát navštívil stanici Mir a jednou ISS. Ve vesmíru strávil celkem 341 dní a 10 hodin a celkem 8× vystoupil do volného prostoru. Později byl ředitelem Kazašské národní kosmické agentury (Kazkosmos).[11][12]
- 7. srpna – Ve věku 97 let zemřel americký astronaut Jim Lovell. Byl znám především jako velitel kosmické lodi Apollo 13. Let se v dubnu 1970 z cesty za celkově třetím přistáním lidí na Měsíci změnil v boj o život trojčenné posádky poté, co servisní modul Apolla významně poškodila porucha. Lovell ve vesmíru strávil necelých 30 dní[13][14] a letem Apolla 13 se stal prvním ze všech astronautů, kdo se vydal do vesmíru počtvrté.

## Kosmické lety s posádkou a podpůrné lety
V přehledu jsou shrnuty zásadní události týkající se kosmických letů s posádkou, vesmírných stanic a souvisejících podpůrných letů bez posádky, především zásobovacích letů a testovacích letů nových kosmických lodí.
- 1. ledna – Na začátku nového roku pobývalo ve vesmíru 10 kosmonautů a astronautů. Barry Wilmore a Sunita Williamsová přiletěli na Mezinárodní vesmírnou stanici (ISS) v červnu 2024 v nové kosmické lodi Starliner jako posádka testovací mise Boeing Crew Flight Test. Po rozhodnutí, že se Starliner z bezpečnostních důvodů vrátí na Zemi bez posádky, se později stali členy posádky lodi Crew Dragon na misi SpaceX Crew-9, která na stanici v září 2024 dopravila Nicka Hague a Alexandra Gorbunova. V témže měsíci na ISS dorazili ještě další tři lidé v Sojuzu MS-26, Alexej Ovčinin, Ivan Vagner a Donald Pettit. A čínští kosmonauti Cchaj Sü-če, Sung Ling-tung a Wang Chao-ce s lodí Šen-čou-19 nahradili v říjnu 2024 předchozí dlouhodobou posádku na Vesmírné stanici Tchien-kung (TSS). Jejich pobyt ve vesmíru podporovaly 4 nákladní kosmické lodi – Cygnus NG-21, Progress MS-28 a Progress MS-29 připojené k ISS a Tchien-čou 8 připojená k TSS.
- 1. ledna – Do vesmíru by se v roce 2024 mělo vydat nejméně 28 lidí. Dvacítku z nich obsadí posádky 6 lodí určených ke dvěma rotacím posádek ISS a TSS na jaře a na podzim 2024 - zajistí je mise SpaceX Crew-10 a Crew-11 (po 4 astronautech), Sojuz MS-27 a MS 28 (po 3 kosmonautech) a Šen-čou 20 a 21 (také po 3 kosmonautech). Zbylých 8 astronautů obstarají dvě komerční posádkay v lodích Crew Dragon, z nichž Axiom Mission 4 poletí na ISS a Fram2 provede samostatný let. Pokud jde o zásobovací automatické lety, na TSS by měl dorazit jediný, Tchien-čou 9 v létě 2025. Provoz na ISS bude mnohem větší – přiletí nejméně dvě lodi Cargo Dragon na misích CRS-32 na jaře a CRS-33 v létě nebo později, dále se ve zhruba tříměsíčních odstupech dvakrát vymění dvojice Progressů, konkrétně v letech MS-30, MS-31, MS-32 a MS-33, a objeví se také jedna loď Cygnus na miisi NG-22. Rok 2025 by ale měl přinést dvě dlouho očekávané novinky, testovací mise nových nákladních lodí – amerického malého raketoplánu Dream Chaser na misi DCC-1 nejdříve v květnu 2025 a nejdříve v září mise HTV-X1 s nástupcem někdejší úspěšné japonské nákladní lodi HTV.[15]
- 16. ledna – Američtí astronauti Nick Hague a Sunita Williamsová podnikli výstup do vesmíru z Mezinárodní vesmírné stanice, na americko-evropsko-japonské části stanice první po 14,5 měsících. Vyměnili sestavu gyroskopu, instalovali záplaty pro zakrytí poškozených míst světelných filtrů na rentgenovém teleskopu a provedli další víceméně údržbářské práce. Mimo stanici strávili přesně 6 hodin, Williamsová se mimo stanici podívala už po osmé.[16]
- 20 ledna – Ćínští kosmonauti Cchaj Sü-če a Sung Ling-tung vydali do volného prostoru, aby na povrch vesmírné stanice Tchien-kung umístili další prvky ochrany před kosmickým odpadem. Výstup začal 20. ledna 2025 v 08:55 UTC a skončil v 17:12 UTC, trval tedy 8 hodin a 17 minut.[17][18]
- 30. ledna – Sunita Williamsová se s 62 hodinami a 6 minutami stala držitelkou rekordu v souhrnné délce absolvovaných výstupů do vesmíru mezi ženami a čtvrtou v celkovém pořadí i s muži.[19][20] Na její již 9. výstup v kariéře ji doprovodil Barry Wilmore. Při odstraňování sestavy radiofrekvenční skupinové antény z příhradové konstrukce ISS a odebrání vzorků povrchového materiálu k mikrobiologické analýze strávili mimo stanici 5 hodin a 26 minut.[19]
- 25. února 2025 – Od ISS se odpojila[21] a o několik hodin později v atmosféře zanikla[22] ruská nákladní kosmická loď Progress MS-28. Na stanici v říjnu 2024 přivezla 2 621 kg nákladu a během připojení zajistila celkem 10 plánovaných i mimořádných manévrů pro zvýšení dráhy stanice.
- 27. února 2025 – Prvním startem z kosmodromu Bajkonur (a celkově teprve druhým ruským) v roce 2025 byl odlet kosmické lodi Progress MS-30. Na Mezinárodní vesmírnou stanici se vydala s celkem 2 599 kg nákladu tvořeného zásobami, vědeckými experimenty, technickým vybavením pro provoz stanice a také zcela novým skafandrem Orlan pro ruské výstupy do volného prostoru. Loď 1. března 2025 dorazila k ISS a zůstane k ní připojena do září 2025.[23][24]
- 7. března – Sunita Williasová předala před svým blížícím se návratem na Zemi velení nad Mezinárodní vesmírnou stanicí ruskému kosmonautovi Alexeji Ovčininovi.[25]
- 14. března – Začala další obměna dlouhodobé posádky Mezinárodní vesmírné stanice. Z Kennedyho střediska na Floridě odstartovala k misi SpaceX Crew-10 čtyřčlenné posádka – Anne McClainová, Nichole Ayersová, Takuja Óniši a Kirill Peskov.[26] K ISS se připojili o 2 dny později[27] a příštího půl roku budou – společně s trojicí kosmonautů, kteří se na ISS vydají asi za 3 týdny v Sojuzu MS-27 – zajišťovat provoz, údržbu a vědecký program ISS.
- 18. března – Od ISS se odpojila kosmická loď Crew Dragon s misí SpaceX Crew-9. Zpět na Zemi se tak po devíti měsících vydali Barry Wilmore a Sunita Williamsová, kteří na ISS zůstali poté, co jejich loď Starliner na misi Boeing Crew Flight Test z rozhodnutí NASA kvůli technickým potížím odletěla bez posádky. Vrátili se s nimi také dva původní členové posádky mise, Nick Hague a Alexandr Gorbunov. U břehů Floridy společně přistáli téhož dne o 17 hodin později.[28]
- 21. března – Čínští kosmonauti Cchaj Sü-če a Sung Ling-tung již potřetí společně opustili Vesmírnou stanici Tchien-kung, aby na jejím povrchu dokončili instalaci součástí ochrany před vesmírným odpadem. Ve volném prostoru strávili celkem 7 hodin a 5 minut.[29]
- 26. března – NASA zrušila let nákladní lodi Cygnus NG-22 společnosti Northrop Grumman k Mezinárodní vesmírné stanici plánovaný na červen 2025. Důvodem je poškození hermetizovaného modulu lodi při přepravě na kosmodrom. Společnost s NASA ještě posoudí možnost pozdějšího využití poškozeného modulu, ale k ISS vypraví až další kosmickou loď Cygnus NG-23, a to nejdříve na podzim 2025. Urgentní náklad na stanici dopraví kosmická loď Cargo Dragon při nadcházející misi SpaceX CRS-32, jejíž start je naplánován na 21. dubna 2025.[30][31]
- 28. března – Od ISS se odpojila nákladní kosmická loď Cygnus NG-21, která s bezmála 4 tunami zásob a technického vybavení přiletěla počátkem srpna 2024. Loď naplněná odpadem o dva dny později řízeně zanikla v horních vrstvách v atmosféry.[32]
- 1. dubna – Z Floridy odstartovala v lodi Crew Dragon první lidská posádka na polární dráhu kolem Země.[33] Misi Fram2 inicioval a financoval maltský podnikatel Čchun Wang, společnost mu při čtyřdenním pozorování polárních oblastí Země a 22 vědeckých experimentech budou dělat Norka Jannicke Mikkelsenová, Němka Rabea Roggeová a Australan Eric Philips. Všichni se do vesmíru vydali poprvé a na Zemi se vrátili 4. dubna.[34]
- 8. dubna – Z kosmondromu Bajkonur odletěli na ISS tři členové nascházející 73. dlouhodobé expedice. Rusové Sergej Ryžikov a Alexej Zubrickij a Američan Jonathan Kim se svou lodí Sojuz MS-27 na stanici stráví 8 měsíců, což je nově stanovená standardní délka pobytu ruských lodí a jejich posádek.[35]
- 18. dubna – Den před svým odletem z ISS předal Alexej Ovčinin symbolický klíč od stanice jejímu novému –i, japonskému astronautovi Takujovi Ónišimu. Potřetí za celou dobu existence ISS ji vede astronaut agentury JAXA.[36]
- 19. dubna – Alexej Ovčinin společně s Ivanem Vagnerem a Donaldem Pettitem odletěli ve své lodi Sojuz MS-26 z ISS, což na stanici ukončilo Expedici 72 a zahájilo Expedici 73. Trojice a o 3 a půl hodiny později, již 20. dubna, dosedli na zemský povrch v obvyklé lokalitě v Kazachstánu.[37] Pettit tak dostal neobvyklý dárek k 70. narozeninám, které v den úspěšného přistání slavil.
- 21. dubna – Z Kennedyho vesmírného střediska odstartovala nákladní kosmická loď Cargo Dragon na misi SpaceX CRS-32 se 3 tunami materiálu pro provoz, rozvoj a opravy Mezinárodní vesmírné stanice. K ISS se připojila oden později,[38] její let bude trvat okolo 30 dní.[39]
- 24. dubna – Pravidelná výměna posádky čínské Vesmírné stanice Tchien-kung (TSS) začala startem kosmické lodi Šen-čou 20 z kosmodromu u Ťiou-čchüan. Velitel lodi Čchen Tung na svou třetí misi odletěl v doprovodu dvou nováčků, jimiž byli Čchen Čung-žuej a Wang Ťie. Ke stanici se připojili 6 a půl hodiny po startu a stráví na ní půl roku.[40]
- 29. dubna – V kosmické lodi Šen-čou 19 k Zemi z TSS odletěli členové dosavadní dlouhodobé posádky stanice, Cchaj Sü-če, Sung Ling-tung a Wang Chao-ce. Přistáli o několik hodin později, ovšem již s datem 30. dubna.[41]
- 30. dubna – Mezinárodní vesmírná stanice provedla úhybný manévr před zbytky čínské rakety Dlouhý pochod (Čchang-čeng) vypuštěné v roce 2005, které by jinak kolem stanice proletěly ve vzdálenosti něco málo přes 600 metrů. Motory Progressu MS-30 připojeného na zádi ISS se ve 22:10 UTC na 3 minuty a 33 sekund zapnuly a navedly stanici do bezpečnější letové hladiny.[42]
- 1. května – Anne McClainová a Nichole Ayersová vystoupily 1. května 2025 ze ISS, aby během 5 hodin a 44 minut přesunuly komunikační anténu stanice pro kontakt s přílétajícími kosmickými loděmi a provedly přípravené montážní práce před instalací dalšího moderního solárního panelu iROSA. Tento celkem 275. výstup z ISS byl současně teprve pátým ryze ženským výstupem v historii.[43][44][45]
- 22. května – Kosmonauti Čchen Tung a Čchen Čung-žuej na 7 hodin a 59 vystoupili z Vesmírné stanice Tchien.kung do volného prostoru, aby nainstalovali další prvky ochrany stanice před kosmickým smetím a provedli rutinní inspekce povrchu modulů a údržbu vybavení. Šlo o již 20. výstup z TSS.[46]
- 25. května – Přistáním do vod Tichého oceánu u kalifornského pobřeží skončil let nákladní lodi Space CRS-32, která o měsíc dříve na Mezinárodní vesmírnou stanici dopravila 3 tuny zásob a materiálu.[47] Od stanice se odpojila 37 hodin před přistáním.[48]
- 25. června – Z Kennedyho vesmírného střediska na Floridě odstartovala čtvrtá mise programu soukromých letů na ISS společnosti Axiom Space. Velitelka Peggy Whitsonová a tři mezinárodní komerční astronauti Šubanšu Šukla, Sławosz Uznański-Wiśniewski a Tibor Kapu, kteří tvoří posádku Axiom Mission 4, na stanici podle plánů stráví 2 týdny.[49] Loď se k ISS připojila o den později.[50]
- 26. června – Ve stejné sestavě jako před pěti týdny vystoupilli dva čínští kosmonauti ze stance TSS do volného prostoru a strávili v něm 6 hodin a 25 minut. I tentokrát přidali další ochranný štít proti vesmírnému smetí, ale kromě toho zkontrolovali a nainstalovali vybavení pro práci mimo stanici, které umožní zkrátit následující výstupy do vesmíru přibližně o 40 minut.[51]
- 1. července – Od ISS se automaticky odpojila a odletěla nákladní kosmická loď Progress MS-29.[52] O tři hodiny později zanikla v horních vrstvách atmosféry.[53] MS-29 na stanici v listopadu 2024 dopravila 2,5 tuny nákladu.
- 3. července – Nákladní kosmická loď Progress MS-31 více než 2,5 tunami materiálu a zásob odletěla z kosmodromu Bajkonur na ISS.[54] K ruské části stanice se připojit po 50 hodinách letu 5. července.
- 8. července – Od čínské vesmírné stanice Tchien-kung (TSS) se po bezmála osmi měsících oddělila nákladní kosmická loď Tchien-čou 8[55] a o několik hodin později vstoupila do horních vrstev atmosféry a zanikla.[56]
- 14. července – K uvolněnému připojovacímu portu TSS zamířila z kosmodromu Wen-čchang další nákladní loď Tchien-čou 9[57] a připojila se k němu po pouhých 198 minutách letu.[58] Na stanici dopravila 6,5 tuny zásob pro současnou i budoucí posádku, 700 kg pohoných a dalších látek pro systémy stanice a 2 nové skafandry pro výstupy do vesmíru.
- 15. července – Čtyřčlenná posádka kosmické lodi Crew Dragon Grace přistávním u kalifornského břehů Tichého oceánu úspěšně na dokončila svůj let Axiom Mission 4 po 20 dnech letu a 18 dnech pobytu na ISS.[59]
- 1. srpna – Z Kennedyho vesmírného střediska odstartovala na raketě Falcon 9 kosmická loď Crew Dragon na misi SpaceX Crew-11, aby dovezla na ISS další posádku ke zhruba půlročnímu pobytu.[60] Astronauti Zena Cardmanová, Michael Fincke a Kimija Jui a kosmonaut Oleg Platonov se se svou lodí o den později připojili ke stanici,[61] kde budou nejprve několik měsíců členy Expedice 73 a poté přejdou od Expedice 74.
- 5. srpna – Novým velitelem ISS se stal ruský kosmonaut Sergej Ryžikov. K předání funkce a s ní spojeného symbolického klíče od stance došlo, protože dosavadní velitel stanice Takuja Óniši byl již bezmála na cestě zpět na Zemi.[62]
- 9. srpna – Po necelých 148 dnech letu se z ISS na Zemi – do vln Tichého oceánu nedaleko kalifornského San Diega – vrátila čtyřčlenná posádka lodi Crew Dragon na misi SpaceX Crew-10. Americké astronautky Anne McClainová a Nichole Ayersová, japonský astronaut Takuja Óniši a ruský kosmonaut Kirill Peskov byli členy mezinárodní posádky ISS označované jako Expedice 73.[63]
- 15. srpna – Čínští kosmonauti Čchen Tung a Wang Ťie provedl výstup do volného prostoru z vesmírné stanice Tchie-kung. Jak už je u čínských vycházek zvykem, věnovali se instalaci prvků ochrany proti vesmírnému smetí a pomocných zařízení pro práci ve volném prostoru, provedli také kontrolu a údržbu vnějšího vybavení TSS.[64] Poprvé přitom použila zcela nové skafandry pro výstupy mimo stanici. Pro Čchena šlo už o šestý výstup.[65]

## Automatické sondy a satelity
V přehledu jsou shrnuty zásadní události týkající se klíčových automatických sond a satelitů zejména s vědeckým, pozorovacím a technologickým určením, vyslaných na oběžnou dráhu Země, k Měsíci a k ostatním planetám a dalším objektům Sluneční soustavy. 
- 1. ledna – Na rok 2025 NASA naplánovala několik startů automatických sond z programu Komerční lunární nákladní služby (Commercial Lunar Payload Services, CLPS) zaměřeného na dopravu materiálu a zásob na Měsíc, v rámci příprav na obnovení lidské přítomnosti na Měsíci v programu Artemis. Na cestu se vydají lunární landery (měsíční přistávací moduly) Blue Ghost od společnosti Firefly Aerospace, Resilience od japonské firmy ispace, jednou nebo dokonce dvakrát Nova-C od Intuitive Machines, a dále Blue Moon společnosti Blue Origin a Griffin od Astrobotic Technology. Pokračovat bude výstavba sítě Starlink společnosti SpaceX a dvou konkurenčních projektů z Číny, jejichž první satelity byly vypuštěny v roce 2024 – Kuo-wang (Národní síť) státní korporace China Satnet a Čchien-fan (Tisíc plachet) společnosti SSST.[66]
- 8. ledna – Sonda BepiColombo evropské agentury ESA a japonské JAXA se po šesté a naposledy prosmýkla kolem Merkuru, čímž změnila směr a snížila rychlost natolik, aby se mohla při dalším návratu 21. listopadu 2026 usadit na polární dráze této planety.[67] Z ní bude sadou 11 různých vědeckých přístrojů zkoumat různé aspekty její existence včetně složení vyvřelé lávy na povrchu nebo možností, že se ve věčně zastíněných kráterech kolem pólů nachází voda ve formě ledu.[68]
- 14. ledna – Jedním ze 131 malých satelitů, které z kosmodromu Vandenberg současně vynesla raketa Falcon 9, byl i cubesat TROLL brněnské firmy TRL Space.[69] Ten nese hyperspektrální kameru, která bude z oběžné dráhy pořizovat detailní snímky, které zpřesní mapování stavu životního prostředí, např. odhalováním nelegálních skládek, poškození vegetace apod.[70] Další vynesenou družicí byl cubesat SATurnin-1 určený k dálkovému průzkumu Země. Tato družice byla kompletně vyvinuta a vyrobena v České republice za podpory Ministerstva obrany.[71][72]
- 15. ledna – Raketa Falcon 9 vynesla na oběžnou dráhu Země dvě sondy mířící k automatickému přistání na Měsíci v programu CLPS. První mise přistávacího modulu Blue Ghost společnosti Firefly Aerospace by měla v Moři nepokojů přistát 2. března a pomocí vědeckých přístrojů NASA testovat a demonstrovat technologie vrtání pod povrchem Měsíce, sběru vzorků regolitu, odolnosti výpočetní techniky vůči radiaci a zmírňování prašnosti.[73] Druhá sonda, Hakuto-R japonské firmy ispace, má na své druhé misi dosednout v květnu nebo červnu 2025 do Moře chladu a prozkoumat své okolí pomocí malého vozítka (roveru) Tenacious.[74]
- 15. ledna – Vědecké operace ukončila sonda Gaia vypuštěná koncem roku 2013 za účelem sledování hvězd a dalších objektů v Mléčné dráze a v její blízkosti. Evropská kosmická agentura oznámila, že sondě došel studený plyn nezbytný pro její provoz. Data o asi 2 miliardách hvězd získaná Gaiou za 10 a půl roku její aktivity budou vědci zpracovávat ještě několik let.[75] Poslední systémy sondy ESA vypnula o 10 týdnů později, 27. března.[76]
- 16. ledna – Indická agentura ISRO oznámila, že se jí po počátečních potížích podařilo dokončit na oběžné dráze spojení dvou družic, označovaných SpaDeX A a SpaDeX B.[77] Ty vypustila 30. prosince 2024[78] právě za účelem otestování přibližovací a dokovací technologie,[79][80] což je jeden z nutných kroků k naplnění cílů ISRO – vesmírným letům s posádkou v programu Gaganján a vybudování vlastní vesmírné stanice BAS.[81]
- 30. ledna – Italská společnost Thales Alenia Space získala od agentury ESA zakázku na vývoj a výrobu prvního evropského lunárního přistávacího modulu Argonaut. Spolu s konsorciem dalších evropských firem ho má vytvořit do roku 2030, aby mohl o rok později absolvovat první misi na Měsíc. Hodnota zakázky je 900 milionů dolarů.[82][83]
- 18. února – Evropská sonda Solar Orbiter, která je určena k podrobným měřením vnitřní heliosféry a vznikajícího slunečního větru, provedla svůj 4. průlet kolem Venuše, tentokrát velmi blízký, pouhých 379 km nad povrchem planety.[84] Díky tomu upravila svou dráhu kolem Slunce tak, aby mohla zkoumat jeho polární oblasti, jejichž pozorování ze Země je obtížné.[85] Sonda od startu v únoru 2020 absolvovala již 9 oběhů Slunce s nízkým periheliem, v poslední době 0,29 UA (něco přes 43 milionů km) od Slunce.
- 27. února – Raketa Falcon 9 vypravila na cestu k jižnímu pólu Měsíce sonda Nova-C americké společnosti Intuitive Machines na misi IM-2. Poprvé v historii tak nastala situace, kdy ve stejnou chvíli letí k Měsíci 3 samostatné mise s ambicí přistát na jeho povrchu – kromě modulu nova Nova-C také Blue Ghost a Hakuto-R, které společně odstartovaly 15. ledna.[86] Mise IM-2 je druhý let společnosti na zakázku NASA z programu CLPS, přistání je naplánováno na 6. března 2025[87] a společnost chce napravit dojem z nikoli bezchybného přistání první mise IM-1, kdy přistávací modul Nova-C ve výrazně nakloněné pozici.[88]
- 28. února – Evropská kosmická agentura oznámila, že ukončila provoz své sondy Integral. Ta od svého startu v říjnu 2002 prohledávala oblohu v oboru rentgenového záření a podle zástupců ESA změnila způsob, jakým vědci chápou dynamický vysokoenergetický vesmír a fyziku v extrémních podmínkách. Sonda dále nebude získávat vědecká data a počátkem roku 2029 vstoupí do zemské atmosféry a shoří.[89]
- 28. února – Společnost Varda Space Industries[90] i podruhé uspěla při návratu pouzdra s vědeckým projektem z oběžné dráhy. Zatímco při prvním testu v únoru 2024 mířila na americkou půdu, tentokrát přistávací pouzdro Winnebago-2 o hmotnosti 120 kg po šestitýdenním letu přistálo v australské raketové testovací oblasti Koonibba Test Range.[91] Vědecký přístroj na palubě během návratu provedl spektrální měření plazmy kolem kapsle, která pomohou zdokonalit systémy tepelné ochrany a aerodynamiku pro budoucí návraty do atmosféry.[92]
- 1. března – Sonda Europa Clipper, kterou NASA v říjnu 2024 vyslala na dlouhou cestu k Jupiterovu měsíci Europa, proletěla 884 km nad povrchem Marsu. Při tomto předem plánovaném průletu gravitace planety upravila dráhu sondy a nasměrovala ji k dalšímu milníku její trajektorie, kterým bude podobný gravitační manévr blízkým průletem kolem Země 3. prosince 2026. Sonda doletí k cíli své cesty v dubnu 2030 a bude zkoumat složení a geologie Europy a tloušťku jejího ledového pláště včetně interakce s oceánem pod ním.[93][94]
- 2. března – Americká společnosti Firefly Aerospace jako první soukromý subjekt dosáhla úspěšného přistání na Měsíci.[95] Její modul Blue Ghost dosedl v Moři nepokojů po 46 dnech letu z Kennedyho vesmírného střediska a dovezl tam pro agenturu NASA 95 kg[96] vědeckých přístrojů a technologických demonstrací. Sonda byla v provozu plánovaných 14 pozemských dní, do západu Slunce pod měsíční horizont, po němž už její solární panely nebyly schopny vyrábět elektřinu.[97]
- 3. března – LuGRE, jeden z technologických demonstrátorů, které na Měsíc o den dříve dovezla sonda Blue Ghost, na měsíčním povrchu zachytil signály z pozemských navigačních systémů (GNSS). To dává naději, že budoucí mise, např. z programu Artemis, by mohly tyto signály používat k upřesnění své pozice, rychlosti a času.[98]
- 6. března – Společnosti Intuitive Machines přistála se svým druhým modulem Nova-C (mise IM-2) na náhorní plošině Mons Mouton asi 150 km od jižního pólu Měsíce. Závěr letu ale ani tentokrát, stejně jako při první misi v roce 2024, nebyl optimální, protože oblak zvířeného prachu bránil sondě v navigaci. Dosedla proto se špatnou orientací solárních panelů vůči Slunci. Sonda sice začala provádět vědecké experimenty, ale jen s omezenou kapacitou kvůli nedostatku energie,[99] a společnost o pouhý den později misi ukončila.[100]
- 6. března – Druhý exemplář amerického znovupoužitelného vojenského raketoplánu Boeing X-37B se po 434 dnech vrátil ze své čtvrté mise OTV-7 (první 3 lety absolvoval první vyrobený kus). Úkoly bezpilotního stroje jsou utajovány. Lety běžně trvají stovky dní, přičemž při tom předchozím, nejdelším letu OTV-6 byl X-37B na oběžné dráze dokonce 909 dní, od 17. května 2020 do 12. listopadu 2022.[101]
- 12. března – Sonda Hera, kterou evropské agentury ESA v roce 2024 vyslala na cestu k planetce Didymos a jejímu měsíci Dimorphos, doletěla k panetě Mars a při blízkém průletu (zhruba 5 000 km nad povrchem) využila její gravitace ke změně své dráhy a k úpravě rychlosti. Současně poprvé otestovala své vědecké přístroje fotografováním nejen Marsu, ale také jeho měsíce Deimos, k němuž se přiblížila na pouhých 1000 km.[102][103]
- 12. března – Nosná raketa Falcon 9 společnosti SpaceX vynesla pro NASA celkem 5 satelitů pro dvě významné vědecké mise agentury. Spectro-fotometr SPHEREx bude v infračerveném oboru spektra studovat vzdálenou historii počínajícího vesmíru. Celkem 4 malé sondy PUNCH budou díky vhodnému rozmístění vytvářet trojrozměrné modely vnější atmosféry Slunce (koróny).[104][105][106]
- 22. března – První v roce 2025, ale celkem již 23. průlet kolem Slunce uskutečnila sonda Parker Solar Probe, která se zaměřuje na studium sluneční koróny. Zařízení vyslané na cestu v srpnu 2018 americkou agenturou NASA, se do perihelia, nejnižšího místa své dráhy 6,2 mil. km nad slunečním povrchem, znovu podívá v červnu. Původní plány přitom počítaly právě s 24 oblety Slunce.[107][108]
- 23. března – Sonda Solar Orbiter evropské agentury ESA pořídila vůbec první snímky jižního pólu Slunce v historii.[109] Pohled z boku v úhlu 17 stupňů sondě umožnila trajektorie, po níž se pohybuje od startu v únoru 2020,[110] a na níž postupně gravitačními manévry u Venuše zvyšuje sklon své dráhy vůči rovině ekliptiky. V příštích letech by měla dosáhnout úhlu 24, při možném prodloužení mise za rok 2026 dokonce 33 stupňů.[111] Sonda má zlepšit naše chápání slunečního magnetického pole, slunečního cyklu a fungování vesmírného počasí a nese i české systémy a vědecké vybavení.[112]
- 20. dubna – Sonda Lucy americké agentury NASA proletěla ve vzdálenosti menší než 1000 km kolem planetky Donaldjohanson, přičemž otestovala funkčnost svého vědeckého vybavení.[113] Lucy se do vesmíru vydala v říjnu 2021,[114] k hlavním cílům své cesty – trojánům, průvodcům planety Jupiter – dorazí postupně mezi srpnem 2027 a březnem 2033.[114]
- 22. dubna – Německý start-up Atmos Space Cargo provedl svůj první testovací let[115] návratového pouzdra Phoenix, která vyvíjí pro použití pro dopravu výsledků vědeckých výzkumů nebo výrobních procesů na oběžné dráze Země. Přistání pouzdra Phoenix-1, které po 2 obletech Země zmrzdil nafukovací tepelný štít, nebylo zaznamenáno kvůli pozdní změně letového plánu při hromadném startu několika satelitů, ale společnost ho označila za úspěšné.[116]
- 28. dubna – Na vršku rakety Atlas V se z mysu Canaveral na Floridě vydala do vesmíru první várka satelitů budoucí internetové konstelace společnosti Kuiper Systems. Ta patří do skupiny Amazon, stejně jako společnosti Blue Origin, která vyvíjí kosmické technologie včetně raket New Shephard a New Glenn a plánované vesmírné stanice Orbital Reef. Konstelace Kupier by v cílovém stavu měla mít až 3200 satelitů.[117]
- 29. dubna – Agentura ESA vypustila z kosmodromu Kourou na raketě Vega C satelit Biomass, který bude během pěti a půl roku systematicky mapovat množství uhlíku uloženého ve světových lesích. K tomu je vybaven inovativním radarem v pásmu P, schopným pronikat hustými lesními porosty.[118] ESA pak 7. května potrvdila, že satelit plně rozvinul svou dvanáctimetrovou sběrnou anténu.[119]
- 1. května – NASA oznámila, že po úvodních testech, nastavování a kalibracích spustila pravidelný vědecký provoz sondy SPHEREx. Ta do vesmíru odletěla v březnu, aby v infračerveném oboru spektra dva roky pořizovala detailní snímky celé oblohy a zmapovala polohy stovek milionů galaxií ve 3D. Denně pořizuje asi 3600 snímků, které po vzájemném digitálním propojení vědcům podle očekávání poskytnou nové poznatky o původu vesmíru včetně kosmické inflace, která se odehrála krátce po velkém třesku.[120][121]
- 8. května – Evropská agentura ESA informovala, že docílila souběžného letu dvou umělých těles v pevně stanovené vzdálenosti s milimetrovou přesností. Dvě části sondy Proba-3, vypuštěné 5. prosince 2024, díky tomu vytvořily a udržovaly umělé zatmění Slunce. Díl Coronograph tak mohl svým optickým nástrojem po 6 hodin snímat sluneční korónu a pozorovat její změny, protože mu díl Occulter svým diskem o průměru 1,4 metru přesně zastínil sluneční disk.[122]
- 10. května – Celých 52 let po startu zanikla ruská sonda Kosmos 482. Protože byla sestavena za účelem proletět hustou a horkou atmosférou Venuše, mohla průlet atmosférou Země nad východní částí Indického oceánu přečkat bez úhony a na mořskou hladinu dopadnout vcelku. Zařízení z programu Veněra po svém startu z Bajkonuru 31. března 1972[123] kvůli poruše nosiče zůstalo na vysoké eliptické oběžné dráze Země, která se vlivem tření v řídkých vrstvách atmosféry pomalu, ale jistě snižovala a nakonec asi půltunové a v průměru metrové zařízení dovedla k neřízenému zániku.[124]
- 13. května – Druhou letošní, ale celkově již třetí návratovou kapsli úspěšně dostala na Zemi společnost Varda Space Industries. Pouzdro Winnebago-3 (W-3) – stejně jako jeho předchůdce W-2 na konci února – dosedlo na padáku v testovací oblasti Koonibba Test Range v Austrálii. Tentokrát ale neslo inerciální měřicí jednotku sledujcí zrychlení a rotaci. Data získaná při průletu atmosférou poslouží k dalšímu vývoji a zlepšení hypersonické navigace (navigace ve vysokých rychlostech).[125]
- 14. května – Čínská státní korporace CASC vypustila z kosmodromu Ťiou-čchüan první tucet z plánovaných 2800 satelitů, které v budoucnu vytvoří orbitální výpočetní konstelaci programu Star Compute. Satelity vybavené funkcemi umělé inteligence, vzájemným laserovým spojením a datovými nosiči budou data zpracovávat a organizovat na oběžné dráze, což sníží požadavky na přenos dat na Zemi.[126]
- 17. května – Indická agentura ISRO vypustila z kosmodromu Šriharikota svou čtyřstupňovou raketu Polar Satellite Launch Vehicle (PLSV) s pozorovacím satelitem EOS-09. První dva stupně zafungovaly správně, ale v důsledku anomálie na třetím stupni byl zbytek nosiče i s nákladem ztracen. Šlo o celkem 63. let rakety PLSV během 32 let její existence a teprve 3. selhání.[127]
- 18. května – Laboatoř JPL oznámila, že se jí podařilo obnovit provoz sady záložních orientačních trysek sondy Voyager 1, které byly více než 20 letech nečinné a JPL i NASA je považovaly za ztracené. Protože v dohledné době mohou přestat fungovat hlavní trysky, stala by se sonda bez oživení těch náhradních neovladatelnou a přišla by o možnost natáčet se anténou směrem k Zemi. Voyager 1 se nyní pohybuje rychlostí 56 tisíc km/h (asi dvojnásobek rychlosti ISS kolem Země) ve vzdálenosti skoro 25 miliard kilometrů (166 astronomických jednotek) od Země.[128]
- 28. května – Čína vyslala z kosmodromu Si-čchang na cestu svou druhou misi za oběžnou dráhu Měsíce. Zatímco sonda Tchien-wen-1 s vozítkem Ču-žung se v roce 2020 vydala k Marsu a o rok později na něm úspěšně přistála, čerstvě vypuštěná sonda Tchien-wen-2 míří nejprve k blízkozemnímu asteroidu Kamoʻoalewa.[129] Z něj by měla v roce 2026 odebrat vzorky, které v dalším roce dopraví na Zemi v návratovém pouzdře. Samotná sonda ale provede průletem kolem Země gravitační manévr a vydá se na druhou část své cesty, ke kometě 311P/PanSTARRS,[130] k níž poletí 6 let.[131]
- 5. června – Neúspěšný pokus o přistání v měsíčním Moři chladu provedla sonda Hakuto-R japonské firmy ispace. Při sestupu selhal její laserový dálkoměr, takže nedostatečně zpomalila a dopadla na Měsíc příliš rychle, i když nedaleko plánovaného místa přistání.[132] Hakuto-R pojmenovaná Resilience, která se na cestu vydala 15. ledna 2025,[74] tak zopakovala osud předchozí, premiérové mise, která se uskutečnila mezi prosincem 2022 a dubnem 2023 a selhala kvůli špatné spolupráci řidicího počítače sondy s radarovým výškoměrem.[133]
- 19. června – Americká sonda Parker Solar Probe provedla již 24. průlet okolo Slunce, a to ve vzdálenosti 6,2 milionů kilometrů od povrchu a rychlostí 687 000 km/h. NASA sondu pro výzkum sluneční koróny vypustila v roce 2018 a tento průlet byl původně posledním zvažovaným. Sonda však bude na své dráze pokračovat v pozorování Slunce nejméně do roku 2026.[134]
- 24. června – Německo-francouzská společnost TEC (The Exploration Company) se poprvé pokusila o řízené přistání své nákladové kabiny Mission Possible, jednoho z postupných kroků k opakovaně použitelné nákladní lodi Nyx. Modul vypuštěný o den dříve s dalšími 70 menšími tělesy na raketě Falcon 9 sice úspěšně vstoupil do atmosféry a proletěl skrz ni, ale krátce před otevřením padáků přestal komunikovat. TEC pokus označila za částečně úspěšný,[135] o příčinách selhání v závěrečné fázi dosud neinformovala.[136]
- 23. července – Raketa Falcon 9 vynesla z kosmodromu Vandenberg dvojici satelitů TRACERS, které budou pro NASA společně měřit plazmatické podmínky zemského magnetického pole kolem pólů Země, v tzv. polárních hrotech. Výzkum má přispět k pochopení, jak plazma proudící ze Slunce ovlivňuje magnetické pole – a přitom často vytváří nejen polární záři, ale také různé nepříznivé účinky na fungování lidských technologií včetně satelitů, radiové komunikace a elektrických sítí.[137]

## Rakety a kosmodromy
V přehledu jsou shrnuty zásadní události týkající raket a raketové techniky, včetně kosmodromů, zejména o inauguračních letech nových raket, o posledních letech dříve zavedených raket, nebo o větších selháních a jiných mimořádných událostech spojených s raketami.
- 1. ledna – První z nejočekávanějších událostí roku se má uskutečnit hned na jeho samém počátku. Po dlouhých přípravách a několikaměsíčních odkladech má 6. ledna nebo v následujících dnech z Floridy odstartovat New Glenn, nová nosná raketa s velkou nosností, kterou vyvinula společnost Blue Origin miliardáře Jeffa Bezose.[138] Na své první lety se ale vydají také další velké nosiče (ruský Sojuz-5 a čínské Gravity-2 firmy Orienspace, Hyperbola-3 firmy i-space, Ču-čchüe 3 firmy Landspace a Tchien-lung 3 firmy Space Pioneer) a řada menších raket. Pozornost bude věnována také zvýšení kadence startů nosičů Super Heavy s kosmickými loděmi Starship od společnosti SpaceX, včetně souběžného letu dvou lodí, které na oběžné dráze provedou testovací přečerpávání paliva. První let roku 2025 a současně celkem 7. mise Starship je na plánována na 10. ledna.[66]
- 4. ledna – Nový rok začal tak, jak ten starý skončil – startem rakety Falcon 9. První mise roku 2025 vynesla z rampy LC-40 kosmodromu Cape Canaveral Space Force Station do vesmíru telekomunikační satelit Thuraya 4-NGS společnosti Space 42 ze Spojených arabských emirátů. Ten bude po přesunu na geostacionární dráhu obsluhovat regiony v Africe, Střední Asii, Evropě a na Středním východě.[139]
- 16. ledna – Po několika odkladech kvůli počasí a jednom přerušeném startu o 3 dny dříve[140] odstartovala z kosmodromu Cape Canaveral na Floridě těžká raketa New Glenn společnosti Blue Origin. Na oběžnou dráhu úspěšně vynesla testovací verzi své platformy Blue Ring, zamýšlené jako podpůrné zařízení pro tankování a dopravu satelitů. Společnosti se však nepodařilo doletět s použitý prvním stupněm rakety k mobilní platformě na hladině Atlantiku a pokusit se o přistání.[141]
- 16. ledna – O pouhých 15,5 hodiny později odstartovala také druhá ze soudobých těžkých raket, Super Heavy, ovšem již ke svému 7. letovému testu s kosmickou lodí Starship. Nosič bez potíží vynesl kosmickou loď do asi 80 kilometrů nad Zemí a poté úspěšně doletěl ke startovací věži a nechal se zachytit jejími hydraulickými rameny.[142] Starship, které letěla poprvé ve své druhé verzi Block 2, ale po 8,5 minutách letu ve výšce 146 kilometrů nad Zemi explodovala.[143][144]
- 23. ledna – Jeden ze čtyř bočních urychlovačů rakety Čchang-čeng 3B po plánovaném odpojení od letícího prvního stupně dopadl nedaleko obytného domu v čínské provincii Kuej-čou.[145] Kosmodrom Si-čchang, z nějž raketa vynesla utajovaný telekomunikační satelit TJS-14,[146] byl v době studené války z bezpečnostních důvodů vybudován ve vnitrozemí a velká část jeho startů míří nad obydlené oblasti. Poslední obdobná událost byla zaznamenána v prosinci 2023.[147]
- 11. února – Druhý z řady premiérových startů nových nosičů plánovaných na rok 2025 absolvovala na kosmodromu Wen-čchang raketa Čchang-čeng (Dlouhý pochod) ve verzi 8A. Na oběžnou dráhu vynesla 9 satelitů druhé sady budované čínské internetové konstelace pod názvem Kuo-wang (Národní síť) společnosti SatNet.[148]
- 6. března – Osmý letový test sestavy nosiče Super Heavy a kosmické lodi Starship měl prakticky totožný program jako předchozí let 16. ledna a také prakticky totožně skončil. Nosič se v pořádku vrátil na základnu Starbase a zavěsil se do ramen startovní a zachytávací věže, ale kosmická loď explodovala po zhruba 9 minutých letu nad Karibikem.[149]
- 30. března – Pokus o první start nové nosné rakety Spectrum německé společnosti Isar Aerospace[150] z nového norského kosmodromu Andøya a současně o první start na oběžnou dráhu Země z evropské půdy mimo lokality v Rusku se nezdařil. Nosič se sice zvedl z rampy, ale po pár sekundách letu začal jevit známky nestability a brzy se obrátil proti směru letu a dopadl na mořskou hladinu od místa vzletu.[151][152]
- 29. dubna – Při svém šestém letu selhala třicetimetrová raketa Alpha společnosti Firefly Aerospace. Společnost oznámila, že došlo k poškození trysky druhého stupně při jeho oddělován í od stupně prvního, což podstatně snížilo tah a zabránilo druhému stupni v dosažení oběžné dráhy. Náklad, demonstrační družice LM 400 společnosti Lockheed Martin, tak byl ztracen. Ze všech startů rakety Alpha dosud byly úspěšné pouzee 2, zbylé čtyři skončily částečným nebo úplným selháním.[153]
- 27. května – Třetí letošní a celkově devátý testovací let rakety Super Heavy a kosmické lodi Starship vypustila společnost SpaceX ze svého kosmodromu Starbase v Texasu. Kosmická loď se sice – na rozdíl od předchozích dvou – dožila ve zdraví vypnutí svých motorů a dosáhla stanovené dráhy, poté však únik pohonných látek znemožnil její ovládání, a tak vstoupila do atmosféry neřízeně a v nevhodné poloze a rozpadla se zhruba po 47 minutách letu. Booster B14 po úspěšném startu a oddělení Starship sice vyrazil směrem k přistání na mořskou hladinu, ale při brzdicím zážehu explodoval. I tak se ale stal prvním nosičem Super Heavy, který byl použit dvakrát, a celé misi dal punc alespoň částečného úspěchu.[154]
- 19. června – Na kosmodromu Starbase v Texasu během tankování před testovacím zážehem všech svých šesti motorů explodovala kosmická loď Starship 36.[155] SpaceX v reakci uvedla, že exploze kromě destrukce lodi poškodila bezprostřední okolí zkušebního stanoviště, ale díky bezpečnostním opatřením nezpůsobila žádné zranění personálu. Počáteční analýza podle společnosti naznačuje možné selhání tlakové nádrže s plynným dusíkem, která je umístěna v horní (přední) části kosmické lodi.[156] Zatím není jasné, na jak dlouho tato událost odložila nadcházející 10. testovací let Starship na raketě Super Heavy.
- 28. června – Japonská agentura JAXA vyslala z kosmodromu Tanegašima nosnou raketu H-IIA se svým dvouapůltunovým satelite GOSAT-GW určený k pozorování Země, konkrétně skleníkových plynů a vodního cyklu. Šlo o celkově 50. a současně poslední let tohoto nosiče, který JAXA používala od srpna 2001[157] a utrpěla s ním pouze jedno selhání v roce 2023.[158] Nástupcem rakety je model H3.
- 29. července – Australská společnost Gilmour Space[159] se neúspěšně pokusila vypustit svou novou orbitální raketu Eris. Nosič určený pro dopravu menších nákladů do hmotnosti 300 kg na nízkou oběžnou dráhu Země se sice vznesl, ale po několika desítkách metrů přestala stoupat, chvíli se posouvala vodorovně a pak začala klesat a po dosednutí na povrch explodovala.[160] Testovací náklad tvořilo jedno balení typické australské kvasnicové pomazánky Vegemite.[161]
- 15. srpna – Kvůli neupřesněné závadě po startu z kosmodromu Ťiou-čchüan selhala nosná raketa Ču-čchüe-2E čínské soukromé společnost LandSpace.[162][163] Na oběžnou dráhu se tak nedostaly 4 satelity budované internetové satelitní konstelace Kuo-wang (Národní síť). Šlo o šestý start verze 2 a její druhé selhání. LandSpace usiluje o vyvinutí opakovaně použitelné rakety o střední nosnosti několika tisíc kilogramů.[164]

## Podrobné statistiky (k 31. červenci 2025)

### Počet startů na orbitální dráhy po měsících
| měsíc    | celkem | úspěšných | částečně úspěšných | neúspěšných |
| -------- | ------ | --------- | ------------------ | ----------- |
| leden    | 21     | 21        | 0                  | 0           |
| únor     | 20     | 20        | 0                  | 0           |
| březen   | 26     | 24        | 0                  | 2           |
| duben    | 26     | 25        | 0                  | 1           |
| květen   | 28     | 27        | 0                  | 1           |
| červen   | 25     | 25        | 0                  | 0           |
| červenec | 24     | 23        | 0                  | 1           |
| celkem   | 170    | 165       | 0                  | 5           |

### Počet startů na orbitální dráhy podle zemí
| země      | celkem startů | úspěšné | částečně úspěšné | neúspěšné |
| --------- | ------------- | ------- | ---------------- | --------- |
| USA       | 109           | 108     | 0                | 1         |
| Čína      | 42            | 41      | 0                | 1         |
| Rusko     | 9             | 9       | 0                | 0         |
| Indie     | 3             | 2       | 0                | 1         |
| Japonsko  | 2             | 2       | 0                | 0         |
| Francie   | 1             | 1       | 0                | 0         |
| Německo   | 1             | 0       | 0                | 1         |
| Itálie    | 2             | 2       | 0                | 0         |
| Austrálie | 1             | 0       | 0                | 1         |
| Celkem    | 170           | 165     | 0                | 5         |

### Seznam částečně úspěšných a neúspěšných startů
| datum        | nosič         | provozovatel      | kosmodrom   | náklad           | výsledek  | komentář |
| ------------ | ------------- | ----------------- | ----------- | ---------------- | --------- | --- |
| 1. března    | Kchuaj-čou 1A | ExPace            | Ťiou-čchüan | neznámý          | Neúspěšný | Nosič explodoval během předstartovní přípravy nebo během startu.                                                                            |
| 30. března   | Spectrum      | Isar Aerospace    | Andøya      | bez nákladu      | Neúspěšný | Nosič po několika sekunách letu změnil směr letu a explodoval po dopadu na mořskouj hladinu vedle kosmodromu.                               |
| 29. dubna    | Alpha         | Firefly Aerospace | Vandenberg  | LM 400           | Neúspěšný | Let s demonstračním satelitelm společnosti Lockheed Martin. Tryska 2. stupně poškozená při oddělení stupňů zabránila dosažení oběžné dráhy. |
| 17. května   | PLSV          | ISRO              | Šríharikota | EOS-09           | Neúspěšný | Zánik nákladu po poruše na třetím ze 4 stupňů nosiče.                                                                                       |
| 29. července | Eris          | Gilmour Space     | Bowen       | vlastní cubesaty | Neúspěšný | Nosič vzlétl, ale po desítkách metrů ztratil tah, pomalu se snesl k zemi a po dosednutí explodoval.                                         |

### Seznam prvních startů nových typů a variant raket
| datum        | nosič          | provozovatel   | kosmodrom      | náklad                                          | výsledek  |
| ------------ | -------------- | -------------- | -------------- | ----------------------------------------------- | --------- |
| 16. ledna    | New Glenn      | Blue Origin    | Cape Canaveral | technologický demonstrátor Blue Ring Pathfinder | Úspěšný   |
| 11. února    | Čchang-čeng 8A | CASC           | Wen-čchang     | 10 satelitů internetové konstelace Kuo-wang     | Úspěšný   |
| 30. března   | Spectrum       | Isar Aerospace | Andøya         | bez nákladu                                     | Neúspěšný |
| 29. července | Eris           | Gilmour Space  | Bowen          | několik vlastních cubesatů                      | Neúspěšný |

### Seznam řízených přistání na povrch Země
| datum        | mise / těleso                        | provozovatel            | způsob                                        | povrch       | výsledek         |
| ------------ | ------------------------------------ | ----------------------- | --------------------------------------------- | ------------ | ---------------- |
| 28. února    | Winnebago-2 / návratové pouzdro      | Varda Space Industries  | na padácích                                   | pevnina      | Úspěšné          |
| 18. března   | SpaceX Crew-9 [ISS] / Crew Dragon    | SpaceX pro NASA         | na padácích                                   | hladina moře | Úspěšné          |
| 4. dubna     | Fram2 / Crew Dragon                  | SpaceX pro Čchuna Wanga | na padácích                                   | hladina moře | Úspěšné          |
| 20. dubna    | Sojuz MS-26 [ISS] / návratový modul  | Roskosmos               | na padácích                                   | pevnina      | Úspěšné          |
| 30. dubna    | Šen-čou 19 [TSS] / návratový modul   | CMSE                    | na padácích                                   | pevnina      | Úspěšné          |
| 22. dubna    | Phoenix-1 / návratové pouzdro        | Atmos Space Cargo       | volný pád brzděný nafukovacím tepelným štítem | hladina moře | Úspěšné          |
| 13. května   | Winnebago-3 / návratové pouzdro      | Varda Space Industries  | na padácích                                   | pevnina      | Úspěšné          |
| 25. května   | Space CRS-32 [ISS] / Cargo Dragon    | SpaceX pro NASA         | na padácích                                   | hladina moře | Úspěšné          |
| 24. června   | Mission Possible / návratové pouzdro | The Exploration Company | na padácích                                   | hladina moře | Částečně úspěšné |
| 15. července | Axiom Mission 4 [ISS] / Crew Dragon  | SpaceX pro Axiom Space  | na padácích                                   | hladina moře | Úspěšné          |
| 9. srpna     | SpaceX Crew-10 [ISS] / Crew Dragon   | SpaceX pro NASA         | na padácích                                   | hladina moře | Úspěšné          |

### Seznam řízených přistání na povrch Měsíce
| datum     | mise / těleso   | provozovatel                | místo         | výsledek         | pozn.                                                                                   |
| --------- | --------------- | --------------------------- | ------------- | ---------------- | --------------------------------------------------------------------------------------- |
| 2. března | M1 / Blue Ghost | Firefly Aerospace pro NASA  | Moře nepokojů | Úspěšné          | První úspěšné americké komerční přistání na Měsíci.                                     |
| 6. března | IM-2 / Nova-C   | Intuitive Machines pro NASA | Mons Mouton   | Částečně úspěšné | Sonda dosedla na bok. Pro nedostatek elektřiny se neuskutečnila velká část experimentů. |
| 5. června | M2 / Hakuto-R   | ispace                      | Moře chladu   | Neúspěšné        | Tvrdé přistání po poruše laserového dálkoměru                                           |